# Spellemannprisen 1984
Der Spellemannpris 1984 war die 13. Ausgabe des norwegischen Musikpreises Spellemannprisen. Die Nominierungen berücksichtigten Veröffentlichungen des Musikjahres 1984. Die Preisverleihung fand am 5. Januar 1985 statt und wurde vom Norsk rikskringkasting (NRK) im Fernsehen und im Radio übertragen. Die Veranstaltung im Ibsenhuset in Skien wurde von Marianne Krogness moderiert. Den Ehrenpreis („Hedersprisen“) erhielt Sigurd „Totto“ Johannessen.

## Gewinner
| Kategorie                                                              | Gewinner                     | Werk                    |
| ---------------------------------------------------------------------- | ---------------------------- | ----------------------- |
| Country & Western                                                      | Cato Sanden                  | Cato Sanden             |
| Folkemusikk/Gammaldans (Volksmusik/Gammaldans)                         | Agnes Buen Garnås            | Draumekvedet            |
| Klassisk Musikk/Samtidsmusikk (Klassische Musik/zeitgenössische Musik) | Oslo Filharmoniske Orkester  | Tchaikovsky 5. symfoni  |
| Produsent/Opphavsmann/Arrangør (Produzent)                             | Jon Eberson, Sidsel Endresen | City Visions            |
| Spesialpris/Juryens Hederspris (Spezialpreis/Ehrenpreis der Jury)      | Sigurd „Totto“ Johannessen   | –                       |
| Åpen Klasse (Offene Klasse)                                            | Balkansemblet                | Balkan samlet           |
| Årets Artist (Künstler des Jahres)                                     | Åge Aleksandersen            | Levva livet!            |
| Årets Barneplate (Kinderplatte des Jahres)                             | Visvas                       | Kompis med Albert Åberg |
| Årets Jazz-Plate (Jazz-Platte des Jahres)                              | Laila Dalseth                | Daydreams               |
| Årets Pop-Plate (Pop-Platte des Jahres)                                | Lava                         | Fire                    |
| Årets Rock-Plate (Rock-Platte des Jahres)                              | Can Can                      | En lek i forhold        |
| Årets viseplate (Weisenplatte des Jahres)                              | Tove Karoline Knutsen        | Veintetid               |

## Nominierte
Country & Western
- Cato Sanden: Cato Sanden
- Claudia Scott, Ottar Johansen, Casino Steel: Fools Never Learn
- Johannes Kleppevik: North Atlantic Ocean

Folkemusikk/Gammaldans
- Agnes Buen Garnås: Draumekvedet
- Sven Nyhus: Bergrosa
- Vågå Spelmannslag: Bågådrag

Klassisk Musikk/Samtidsmusikk
- Geir Henning Braaten: Norwegian Pianorama
- Isaac Shuldman, Robert Levin: Fiolin-sonater
- Oslo Filharmoniske Orkester: Tchaikovsky 5. symfoni

Produsent/Opphavsmann/Arrangør
- Jon Eberson, Sidsel Endresen: City Visions
- Øystein Sunde: I husbukkens tegn
- Åge Aleksandersen: Levva livet!

Åpen Klasse
- Balkansemblet: Balkan samlet
- Ketil Bjørnstad: Mine dager i Paris
- Ole Paus: Grensevakt

Årets Artist
- Dollie de Luxe: Dollie de Luxe
- Kine Hellebust, Anders Rogg: Fra innsida
- Åge Aleksandersen: Levva livet!

Årets Barneplate
- Bjørn Rønningen: Familien Spøk
- Trollongan: Sprell
- Visvas: Kompis med Albert Åberg

Årets Jazz-Plate
- AHA!!: Keep Nose in Front
- Bjarne Nerem: This Is Always
- Laila Dalseth: Daydreams

Årets Pop-Plate
- Beranek: Trigger
- Jahn Teigen, Anita Skorgan: Cheek to Cheek
- Lava: Fire

Årets Rock-Plate
- Blind Date: Dangers of Love
- Can Can: En lek i forhold
- Åge Aleksandersen og Sambandet: Levva livet

Årets Viseplate
- Hege Tunaal: Epitafios
- Kine Hellebust, Anders Rogg: Fra innsida
- Tove Karoline Knutsen: Veintetid